# Сантос, Нарсизо дос
Нарсизо дос Сантос (порт.-браз. Narciso dos Santos; 23 декабря 1973, Неополис) — бразильский футболист, защитник и опорный полузащитник.

## Карьера
Нарсизо начал карьеру в клубе «Коринтианс» из города Масейо. С 1991 года он стал выступать за основной состав команды. По другой версии футболист играл за клуб «Алагоас». В 1994 году защитник перешёл в клуб «Парагуасуэнсе». В том же году «Сантос» выкупил из «Парагуасуэнсе» контуракты двух игроков, Марселиньо Параибы и Нарсизо. При этом игроки могли перейти в «Палмейрас», с которым также велись переговоры.
27 августа 1994 года Нарсизо дебютировал в составе «Сантоса» в матче с «Насьоналом» (4:0). В 1995 году футболист занял с «Сантосом» второе место в серии А. Два года спустя он отпраздновал победу в турнире Рио — Сан-Паулу, а ещё через год в Кубке КОНМЕБОЛ. В 1999 году Нарсизо провёл сезон во «Фламенго», за который провёл лишь 3 игры. В 2000 году у футболиста диагностировали острый миелоидный лейкоз. Он перенёс операцию по трансплантации костного мозга, предоставленного его сёстрами Нилзой и Нормелией. После операции, спустя два с половиной года, защитник смог возобновить карьеру и возвратился в «Сантос». В 2004 году Нарсизо завершил карьеру: «У меня было всё в порядке, я регулярно тренировался, но Лушембурго не давал мне шансов. Поэтому я решил, что лучше закончить». Всего за «Сантос» футболист провёл 265 матчей и забил 11 голов.
В составе сборной Бразилии Нарсизо дебютировал 9 августа 1995 года в товарищеской игре с Японией (5:1). Ранее, в том же году он поехал с национальной командой на Кубок Америки, но на поле не выходил. Годом позже защитник поехал на Золотой кубок КОНКАКАФ, где бразильцы выиграли серебряные медали. Сам Нарсизо провёл все четыре матча, во всех из которых выводил Бразилию на поле в качестве капитана команды. Через несколько месяцев он поехал на Олимпиаду, где во всех матчах оставался в запасе. 26 июня того же года он забил первый мяч за сборную, поразив ворота Польши. 18 ноября 1998 года футболист провёл последний матч за национальную команду против России (5:1). Всего за сборную Нарсизо сыграл 10 матчей и забил один гол.
В 2008 году Нарсизо стал главным тренером молодёжного состава «Сантоса» с которым выиграть чемпионат штата Сан-Паулу. Затем работал с молодёжкой клуба «Фламенго». Затем тренировал «Сержипи», который под его руководством провёл шесть матчей, молодёжный состав «Коринтианса», с которым выиграл Кубок Сан-Паулу. В июне 2012 года Нарсизо стал главным тренером молодёжного состава «Палмейраса», а также провёл один матч в качестве главного тренера основной команды, лишившейся главного тренера, в котором клуб проиграл «Коринтиансу» со счётом 0:2. Далее Нарсизо тренировал «Операрио», клубы «Пенаполенсе», «Линенсе». Два месяца проработал с АБС и один месяц с клубом «XV ноября» из Пирасикабы.

## Статистика

### Клубная
| Сезон | Команда  | Игры | Голы |
| ----- | -------- | ---- | ---- |
| 1994  | Сантос   | 13   | 0    |
| 1995  | Сантос   | 47   | 0    |
| 1996  | Сантос   | 41   | 0    |
| 1997  | Сантос   | 63   | 3    |
| 1998  | Сантос   | 57   | 4    |
| 1999  | Фламенго | 3    | 0    |
| 1999  | Сантос   | 39   | 4    |
| 2003  | Сантос   | 3    | 0    |
| 2004  | Сантос   | 2    | 0    |

### Международная
| Матчи Нарсизо за сборную Бразилии | Матчи Нарсизо за сборную Бразилии | Матчи Нарсизо за сборную Бразилии | Матчи Нарсизо за сборную Бразилии | Матчи Нарсизо за сборную Бразилии | Матчи Нарсизо за сборную Бразилии | Матчи Нарсизо за сборную Бразилии |
| --------------------------------- | --------------------------------- | --------------------------------- | --------------------------------- | --------------------------------- | --------------------------------- | --------------------------------- |
| №                                 | Дата                              | Место проведения                  | Оппонент                          | Счёт                              | Голы                              | Турнир                            |
| 1                                 | 9 августа 1995                    | Токио                             | Япония                            | 5:1                               | −                                 | Товарищеский матч                 |
| 2                                 | 27 сентября 1995                  | Белу-Оризонти                     | Румыния                           | 2:2                               | −                                 | Товарищеский матч                 |
| 3                                 | 11 октября 1995                   | Салвадор                          | Уругвай                           | 2:0                               | −                                 | Товарищеский матч                 |
| 4                                 | 8 ноября 1995                     | Буэнос-Айрес                      | Аргентина                         | 1:0                               | −                                 | Кубок пятидесятилетия Clarín      |
| 5                                 | 12 января 1996                    | Лос-Анджелес                      | Канада                            | 4:1                               | −                                 | Золотой кубок КОНКАКАФ            |
| 6                                 | 14 января 1996                    | Лос-Анджелес                      | Гондурас                          | 5:0                               | −                                 | Золотой кубок КОНКАКАФ            |
| 7                                 | 18 января 1996                    | Лос-Анджелес                      | США                               | 1:0                               | −                                 | Золотой кубок КОНКАКАФ            |
| 8                                 | 21 января 1996                    | Лос-Анджелес                      | Мексика                           | 0:2                               | −                                 | Золотой кубок КОНКАКАФ            |
| 9                                 | 26 июня 1996                      | Кариасика                         | Флаг Польши                       | 3:1                               | 1                                 | Товарищеский матч                 |
| 10                                | 18 ноября 1998                    | Форталеза                         | Россия                            | 5:1                               | −                                 | Товарищеский матч                 |

## Достижения

### Как игрок

#### Командные
- Победитель предолимпийского турнира по футболу в Южной Америке до 23 лет: 1996
- Победитель турнира Рио — Сан-Паулу: 1997
- Обладатель Кубка КОНМЕБОЛ: 1998
- Чемпион Бразилии: 2004

#### Личные
- Обладатель Серебряного мяча Бразилии: 1998

### Как тренер
- Чемпион штата Сан-Паулу (до 20 лет)[порт.]: 2008
- Обладатель Кубка Сан-Паулу по футболу среди юниоров[порт.]: 2012
- Чемпион штата Сан-Паулу по футболу внутренних регионов[порт.]: 2014

## Личная жизнь
Нарсизо женат. Сын — Ришард.